# Frente de Resistência
A Frente de Resistência (em inglês:  The Resistance Front; TRF) é um grupo rebelde ativamente engajado na insurgência em Jammu e Caxemira, sendo considerada uma organização terrorista na Índia. O grupo é responsável por ataques e assassinatos de civis, incluindo aqueles pertencentes a comunidades religiosas minoritárias, como os hindus da Caxemira, funcionários públicos, trabalhadores e empresários, políticos locais e turistas, bem como por vários ataques às forças de segurança indianas, incluindo policiais locais.
O governo indiano alega que a organização foi fundada e é uma ramificação do Lashkar-e-Taiba, um grupo terrorista designado pela ONU. Formado usando quadros dos grupos militantes Lashkar-e-Taiba e Hizbul Mujahideen após a revogação do status especial de Jammu e Caxemira em 2019, a organização usa nomenclatura e simbolismo não religiosos para projetar uma imagem secularista, mas realizou assassinatos seletivos de moradores de comunidades minoritárias hindus. O grupo mantém uma presença significativa na mídia social, parte da qual a mídia indiana rastreia até o Paquistão.